# Flugplatz Mirandela

i7
i11
i13
Der Flugplatz Mirandela (portugiesisch: Aeródromo Municipal de Mirandela, ICAO-Code: LPMI) ist ein Flugplatz in der portugiesischen Region Norte, nahe der Stadt Mirandela. Der am 5. August 1945 eröffnete Flugplatz wird ausschließlich von Sport- und Privatflugzeugen genutzt.
Am 16. April 1946 wurde der Aero Clube Mirandela (kurz: ACM) gegründet. Im Jahr 1950 erfolgte der Bau des Hangars, 1979 stellte der Club seine Aktivitäten bis zur Neugründung 1988 ein. Im Jahr 2009 wurde eine Flugschule am Flugplatz eingerichtet, die von der Luftfahrtbehörde INAC am 14. Oktober 2009 zertifiziert wurde.